# Реналдас Сейбутіс
Ренальдас Сейбутіс (лит. Renaldas Seibutis; нар. 23 липня 1985, Швянтої) — литовський професійний баскетболіст, грав за збірну Литви на міжнародному рівні.

## Професійна кар'єра

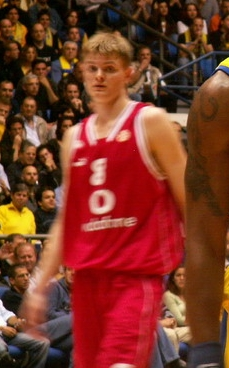
Сейбутіс в «Олімпіакос»

### Європа
У сезоні 2010—2011 грав за «Олін Едірне» турецької Баскетбольної суперліги, де він був одним з лідерів команди, набираючи в середньому 18,6 очка, 3,5 підбирання, 4,5 передачі та 1,6 перехоплення за гру.
12 червня 2011 року підписав трирічний (2+1) контракт з литовською командою «Ритас».
У липні 2014 року підписав контракт з турецькою командою «Дарюшшафака».
4 вересня 2015 року підписав однорічний контракт (з можливістю подовження) з литовським клубом «Жальгіріс» (Каунас).
21 липня 2017 року підписав контракт з клубом «Нептунас» на сезон 2017—2018.
17 липня 2018 року підписав дворічну угоду з «Сарагосою» з найвищого дивізіону Іспанії.
11 серпня 2021 року офіційно оголосив про завершення кар'єри в професійному баскетболі, зігравши останню гру у 2019 році.

### НБА
«Даллас Маверікс» обрала у другому раунді під 50-м номером драфту НБА 2007 року. Після відбору на драфті він грав у команді Літньої ліги НБА «Маверікс» у Лас-Вегасі, набираючи в середньому 6 очок, 1 підбирання, 1,6 передачі, кидаючи понад 47 % за 13 хвилин за гру протягом 5 ігор. Знову зіграв 2008 року, набираючи в середньому 2 очки за 10,9 хвилини за гру протягом 5 ігор. Зрештою, через низьку результативність не продовжив виступати в НБА.
23 липня 2018 року права на драфт Сейбутіса разом із Джонатаном Мотлі обміняли з «Лос-Анджелес Кліпперс» в обмін на права на драфт Маарті Лойнена та грошову винагороду. 7 серпня 2018 року права на драфт Сейбутіса разом із Семом Деккером були обміняні з «Клівленд Кавальєрс» в обмін на права на драфт Володимира Веремеєнка.

## Кар'єра у збірній
На Чемпіонаті світу з баскетболу 2010 року виступав за збірну Литви з баскетболу, яка завоювала бронзові медалі. Також брав участь у своїх перших Олімпійських іграх у Лондоні 2012 року.

## Визнання
- Лицарський хрест ордена Великого князя Литовського Гедиміна (2010)[13].
- Офіцерський хрест ордена «За заслуги перед Литвою» (2013)[14].

## Статистика
Зауважте: Євроліга не є єдиним змаганням у якому гравець бере участь упродовж сезону, він також грає в домашніх змаганнях.

### Євроліга
| Рік     | Команда    | GP | GS | MPG  | FG%  | 3P%  | FT%  | RPG | APG | SPG | BPG | PPG  | PIR  |
| ------- | ---------- | -- | -- | ---- | ---- | ---- | ---- | --- | --- | --- | --- | ---- | ---- |
| 2005–06 | Олімпіакос | 23 | 3  | 17.8 | .440 | .303 | .821 | 1.9 | .6  | .6  | .0  | 6.3  | 4.6  |
| 2007–08 | Олімпіакос | 3  | 0  | 2.9  | .000 | .000 | .000 | .3  | .3  | .3  | .0  | .0   | .7   |
| 2012–13 | Ритас      | 10 | 10 | 30.2 | .449 | .321 | .917 | 3.6 | 2.3 | 1.2 | .0  | 12.9 | 10.9 |
| 2013–14 | Ритас      | 10 | 5  | 26.7 | .404 | .423 | .909 | 2.5 | 3.2 | 1.2 | .0  | 10.7 | 9.4  |
| 2015–16 | Жальгіріс  | 21 | 17 | 22.3 | .414 | .319 | .822 | 2.3 | 1.5 | .2  | .1  | 8.0  | 4.7  |
| 2016–17 | Жальгіріс  | 30 | 9  | 12.4 | .342 | .208 | .760 | 1.3 | .9  | .3  | .1  | 2.5  | 1.5  |
| Career  | Career     | 97 | 44 | 18.9 | .414 | .314 | .837 | 1.9 | 1.3 | .6  | .1  | 6.4  | 4.7  |